# ایلیوشین ۱۰۶ پک وی‌تی‌ای
ایلیوشین ۱۰۶ (روسی: Илью́шин Ил-106 Слон ' فیل ') نسل بعدی  هواپیمای ترابری نظامی سنگین روسی است که اکنون در حال توسعه توسط ایلوشین با برنامه PAK VTA ( روسی: ПАК ВТА، روسی: Перспективный авиационный комплекс Военно-транспортной авиации ' ' مجتمع هواپیمایی آینده نگر هواپیمایی ترابری نظامی ' ' ) است. این هواپیما قرار است هواپیمای سنگین آنتونوف آن -124 را در سرویس نیروی هوایی روسیه جایگزین کند. 